# Wereldkampioenschap superbike van Albacete 1998
Het wereldkampioenschap superbike van Albacete 1998 was de vierde ronde van het wereldkampioenschap superbike en de derde ronde van de wereldserie Supersport 1998. De races werden verreden op 24 mei 1998 op het Circuito de Albacete nabij Albacete, Spanje.

## Superbike

### Race 1
| Pos | Nr  | Rijder                | Constructeur | Rondes | Tijd                | Grid | Punten |
| --- | --- | --------------------- | ------------ | ------ | ------------------- | ---- | ------ |
| 1   | 7   | Pierfrancesco Chili   | Ducati       | 20     | 34:32.554           | 9    | 25     |
| 2   | 11  | Troy Corser           | Ducati       | 20     | +1.316              | 10   | 20     |
| 3   | 35  | Gregorio Lavilla      | Ducati       | 20     | +3.809              | 4    | 16     |
| 4   | 111 | Aaron Slight          | Honda        | 20     | +10.650             | 6    | 13     |
| 5   | 45  | Colin Edwards         | Honda        | 20     | +11.978             | 5    | 11     |
| 6   | 44  | Scott Russell         | Yamaha       | 20     | +12.112             | 2    | 10     |
| 7   | 5   | Neil Hodgson          | Kawasaki     | 20     | +12.894             | 3    | 9      |
| 8   | 39  | Alessandro Gramigni   | Ducati       | 20     | +36.202             | 13   | 8      |
| 9   | 2   | Carl Fogarty          | Ducati       | 20     | +46.785             | 8    | 7      |
| 10  | 41  | Noriyuki Haga         | Yamaha       | 20     | +51.169             | 1    | 6      |
| 11  | 8   | James Whitham         | Suzuki       | 20     | +52.889             | 11   | 5      |
| 12  | 9   | Piergiorgio Bontempi  | Kawasaki     | 20     | +53.550             | 12   | 4      |
| 13  | 4   | Akira Yanagawa        | Kawasaki     | 20     | +53.658             | 7    | 3      |
| 14  | 6   | Peter Goddard         | Suzuki       | 20     | +54.959             | 14   | 2      |
| 15  | 57  | Erkka Korpiaho        | Kawasaki     | 20     | +1:05.985           | 15   | 1      |
| 16  | 21  | Jean-Marc Delétang    | Yamaha       | 20     | +1:22.789           | 16   |        |
| 17  | 50  | Jiří Mrkývka          | Honda        | 19     | +1 ronde            | 20   |        |
| 18  | 10  | Andrew Stroud         | Kawasaki     | 19     | +1 ronde            | 19   |        |
| 19  | 27  | Frédéric Protat       | Ducati       | 19     | +1 ronde            | 18   |        |
| 20  | 53  | Vladimír Karban       | Suzuki       | 18     | +2 ronden           | 21   |        |
| DNF | 15  | Igor Jerman           | Kawasaki     | 2      | Uitgevallen         | 17   |        |
| DNQ | 54  | Santiago Barragán sr. | Ducati       | 0      | Niet gekwalificeerd |      |        |

### Race 2
| Pos | Nr  | Rijder                | Constructeur | Rondes | Tijd                | Grid | Punten |
| --- | --- | --------------------- | ------------ | ------ | ------------------- | ---- | ------ |
| 1   | 2   | Carl Fogarty          | Ducati       | 20     | 31:09.535           | 8    | 25     |
| 2   | 111 | Aaron Slight          | Honda        | 20     | +6.032              | 6    | 20     |
| 3   | 11  | Troy Corser           | Ducati       | 20     | +8.807              | 10   | 16     |
| 4   | 41  | Noriyuki Haga         | Yamaha       | 20     | +15.357             | 1    | 13     |
| 5   | 7   | Pierfrancesco Chili   | Ducati       | 20     | +16.162             | 9    | 11     |
| 6   | 9   | Piergiorgio Bontempi  | Kawasaki     | 20     | +20.656             | 12   | 10     |
| 7   | 4   | Akira Yanagawa        | Kawasaki     | 20     | +20.744             | 7    | 9      |
| 8   | 6   | Peter Goddard         | Suzuki       | 20     | +29.677             | 14   | 8      |
| 9   | 44  | Scott Russell         | Yamaha       | 20     | +30.991             | 2    | 7      |
| 10  | 8   | James Whitham         | Suzuki       | 20     | +1:00.057           | 11   | 6      |
| 11  | 21  | Jean-Marc Delétang    | Yamaha       | 20     | +1:00.728           | 16   | 5      |
| 12  | 15  | Igor Jerman           | Kawasaki     | 20     | +1:07.780           | 17   | 4      |
| 13  | 27  | Frédéric Protat       | Ducati       | 20     | +1:15.505           | 18   | 3      |
| 14  | 5   | Neil Hodgson          | Kawasaki     | 20     | +1:21.942           | 3    | 2      |
| 15  | 50  | Jiří Mrkývka          | Honda        | 20     | +1:37.421           | 20   | 1      |
| 16  | 10  | Andrew Stroud         | Kawasaki     | 19     | +1 ronde            | 19   |        |
| DNF | 53  | Vladimír Karban       | Suzuki       | 7      | Uitgevallen         | 21   |        |
| DNF | 57  | Erkka Korpiaho        | Kawasaki     | 6      | Uitgevallen         | 15   |        |
| DNF | 39  | Alessandro Gramigni   | Ducati       | 1      | Uitgevallen         | 13   |        |
| DNF | 35  | Gregorio Lavilla      | Ducati       | 0      | Uitgevallen         | 4    |        |
| DNF | 45  | Colin Edwards         | Honda        | 0      | Uitgevallen         | 5    |        |
| DNQ | 54  | Santiago Barragán sr. | Ducati       | 0      | Niet gekwalificeerd |      |        |

## Supersport
| Pos | Nr | Rijder                 | Constructeur | Rondes | Tijd                | Grid | Punten |
| --- | -- | ---------------------- | ------------ | ------ | ------------------- | ---- | ------ |
| 1   | 8  | Fabrizio Pirovano      | Suzuki       | 20     | 34:39.845           | 1    | 25     |
| 2   | 4  | Stéphane Chambon       | Suzuki       | 20     | +28.338             | 6    | 20     |
| 3   | 17 | Pere Riba              | Ducati       | 20     | +33.675             | 4    | 16     |
| 4   | 5  | Massimo Meregalli      | Yamaha       | 20     | +42.878             | 8    | 13     |
| 5   | 9  | Wilco Zeelenberg       | Yamaha       | 20     | +46.321             | 7    | 11     |
| 6   | 2  | Vittoriano Guareschi   | Yamaha       | 20     | +46.832             | 2    | 10     |
| 7   | 34 | Giuseppe Fiorillo      | Suzuki       | 20     | +46.854             | 20   | 9      |
| 8   | 1  | Paolo Casoli           | Ducati       | 20     | +47.522             | 3    | 8      |
| 9   | 37 | Serafino Foti          | Bimota       | 20     | +48.178             | 16   | 7      |
| 10  | 51 | Francisco Riquelme     | Ducati       | 20     | +48.188             | 24   | 6      |
| 11  | 25 | Christophe Cogan       | Yamaha       | 20     | +48.318             | 15   | 5      |
| 12  | 33 | Robert Ulm             | Yamaha       | 20     | +54.896             | 10   | 4      |
| 13  | 23 | Marc Garcia            | Ducati       | 20     | +1:07.924           | 26   | 3      |
| 14  | 27 | Camillo Mariottini     | Bimota       | 20     | +1:11.404           | 14   | 2      |
| 15  | 19 | Walter Tortoroglio     | Suzuki       | 20     | +1:16.173           | 12   | 1      |
| 16  | 14 | Marco Risitano         | Kawasaki     | 20     | +1:23.339           | 18   |        |
| 17  | 7  | Ferdinando Di Maso     | Ducati       | 20     | +1:31.839           | 28   |        |
| 18  | 58 | Gerhard Lindner        | Kawasaki     | 19     | +1 ronde            | 29   |        |
| 19  | 28 | Javier Rodríguez       | Yamaha       | 19     | +1 ronde            | 30   |        |
| 20  | 53 | José Mariano Rosales   | Honda        | 19     | +1 ronde            | 36   |        |
| 21  | 26 | Marc Fissette          | Yamaha       | 19     | +1 ronde            | 34   |        |
| 22  | 96 | Claude-Alain Jäggi     | Ducati       | 18     | +2 ronden           | 35   |        |
| 23  | 18 | Cristiano Migliorati   | Ducati       | 18     | +2 ronden           | 11   |        |
| 24  | 21 | Roberto Teneggi        | Ducati       | 17     | +3 ronden           | 25   |        |
| DNF | 22 | Stefan Nebel           | Kawasaki     | 18     | Uitgevallen         | 21   |        |
| DNF | 3  | Yves Briguet           | Ducati       | 10     | Uitgevallen         | 5    |        |
| DNF | 10 | Thomas Hinterreiter    | Kawasaki     | 9      | Uitgevallen         | 27   |        |
| DNF | 15 | Jean-Philippe Ruggia   | Bimota       | 8      | Uitgevallen         | 17   |        |
| DNF | 12 | Albert Aerts           | Yamaha       | 6      | Uitgevallen         | 32   |        |
| DNF | 35 | Mauro Lucchiari        | Ducati       | 6      | Uitgevallen         | 23   |        |
| DNF | 6  | Mario Innamorati       | Kawasaki     | 6      | Uitgevallen         | 13   |        |
| DNF | 57 | Gilson Scudeler        | Ducati       | 4      | Uitgevallen         | 31   |        |
| DNF | 20 | Werner Daemen          | Kawasaki     | 3      | Uitgevallen         | 33   |        |
| DNF | 11 | Giovanni Bussei        | Suzuki       | 0      | Uitgevallen         | 9    |        |
| DNF | 16 | Sébastien Charpentier  | Honda        | 0      | Uitgevallen         | 19   |        |
| DNF | 24 | Bernard Garcia         | Ducati       | 0      | Uitgevallen         | 22   |        |
| DNQ | 59 | Jean-Claude Hambuckers | Yamaha       | 0      | Niet gekwalificeerd |      |        |

## Tussenstanden na wedstrijd

### Superbike
| Pos | Nr  | Rijder              | Team   | Punten |
| --- | --- | ------------------- | ------ | ------ |
| 1   | 11  | Troy Corser         | Ducati | 135    |
| 2   | 2   | Carl Fogarty        | Ducati | 128    |
| 3   | 41  | Noriyuki Haga       | Yamaha | 123    |
| 4   | 111 | Aaron Slight        | Honda  | 106    |
| 5   | 7   | Pierfrancesco Chili | Ducati | 103    |

### Supersport
| Pos | Nr | Rijder               | Team   | Punten |
| --- | -- | -------------------- | ------ | ------ |
| 1   | 8  | Fabrizio Pirovano    | Suzuki | 60     |
| 2   | 1  | Paolo Casoli         | Ducati | 43     |
| 3   | 5  | Massimo Meregalli    | Yamaha | 42     |
| 4   | 2  | Vittoriano Guareschi | Yamaha | 39     |
| 5   | 17 | Pere Riba            | Ducati | 36     |

1992 · 1993 · 1994 · 1995 · 1996 · 1997 · 1998 · 1999